# Михалёвское сельское поселение (Смоленская область)
Михалёвское се́льское поселе́ние — упразднённое муниципальное образование в Угранском районе Смоленской области Российской Федерации.
Административный центр — деревня Михали.
Образовано законом от 28 декабря 2004 года. Упразднено законом от 25 мая 2017 года с включением всех входивших в его состав населённых пунктов в Знаменское сельское поселение.

## Географические данные
- Расположение: северная часть Угранского района
- Общая площадь: 105 км²
- Граничит:
  - на северо-востоке — с Вёшковским сельским поселением
  - на востоке — с Великопольевским сельским поселением
  - на юго-востоке — с Желаньинским сельским поселением
  - на юго-западе — с Русановским сельским поселением
  - на западе и северо-западе — с Вяземским районом

- По территории поселения проходит железная дорога Вязьма — Фаянсовая, имеются станции: Годуновка, Волоста-Пятница.
- Крупные реки: Угра.

## Население
| 2011 | 2012 | 2013 | 2014 | 2015 | 2016 | 2017 |
| ---- | ---- | ---- | ---- | ---- | ---- | ---- |
| 263  | ↘251 | ↘245 | ↗250 | ↘244 | ↘239 | ↘220 |

## Населённые пункты
| №  | Населённый пункт | Тип населённого пункта          | Население |
| -- | ---------------- | ------------------------------- | --------- |
| 1  | Бельдюгино       | деревня                         |           |
| 2  | Ветки            | деревня                         |           |
| 3  | Волоста          | деревня                         |           |
| 4  | Волоста-Пятница  | железнодорожная станция         |           |
| 5  | Годуновка        | железнодорожная станция         |           |
| 6  | Горки            | деревня                         |           |
| 7  | Городище         | деревня                         |           |
| 8  | Дебрянский       | разъезд                         |           |
| 9  | Коптево          | деревня                         |           |
| 10 | Красная Весна    | деревня                         |           |
| 11 | Крутые           | деревня                         |           |
| 12 | Лядцы            | деревня                         |           |
| 13 | Михали           | деревня, административный центр | 175       |
| 14 | Петрово          | деревня                         |           |

## Местное самоуправление
Глава поселения и глава администрации — Яковлев Виктор Александрович.

## Экономика
Сельхозпредприятие, песчаный карьер.